# Halictus placidulus
Halictus placidulus är en biart som beskrevs av Blüthgen 1923. Halictus placidulus ingår i släktet bandbin, och familjen vägbin. Inga underarter finns listade i Catalogue of Life.